# Historia de la francmasonería en Córdoba (España)
No es improbable la presencia de la Orden Masónica en la ciudad durante el último tercio del Siglo XVIII, teniendo en cuenta las pruebas documentales de su presencia en el primer tercio del siglo XIX. Desde entonces, y a lo largo de los siglos XIX y XX, se han ido sucediendo las logias, tanto en la capital de Córdoba como en los pueblos de su provincia. Esa situación se mantuvo hasta la llegada de la Guerra Civil y la posterior dictadura, cuando la represión cercenó los trabajos masónicos. Según testimonios recabados, la última tenida masónica celebrada en Córdoba data el jueves 16 de julio de 1936. Después de aquella, las logias desaparecieron de la ciudad durante 75 años. Ya en el siglo XXI, tras esos tres cuartos de siglo, la masonería se reactivó en Córdoba el 9 de julio de 2011 con la fundación de la Respetable Logia Simbólica Maimónides n.º 173, perteneciente a la Obediencia de la Gran Logia de España. Asimismo, el 10 de enero del año 2015 se constituyó en los Valles de Córdoba la Sublime Logia Capitular de Perfección Patricia Corduba n.º 416 perteneciente al Supremo Consejo el Grado 33.º y Último de Rito Escocés Antiguo y Aceptado para España y que junto a la Respetable Logia Simbólica Maimónides n.º 173 continúan en activo a día de hoy.

## Los Inicios

### Orígenes documentados de la Masonería en Córdoba en el siglo XVIII
La historia de la Masonería en la ciudad española de Córdoba y en su provincia corre pareja con el devenir de esta institución en España. No es improbable que la presencia de la Orden Masónica estuviera activa en el último tercio del siglo XVIII. Se dispone de datos que confirman la existencia de grupos masónicos en la ciudad durante el primer tercio del siglo XIX; así se desprende del contenido de una carta manuscrita del rey Fernando VII a su Secretario de Estado y del Despacho de Guerra, Francisco de Eguía, en la que asegura que “hay logias francmasónicas establecidas en Córdoba y en otras once ciudades españolas”. Dicha carta, con fecha de 19 de noviembre de 1817, se conserva en el Archivo de Palacio
Cinco años más tarde, apenas restaurado el absolutismo tras el breve lapso del Trienio Constitucional, se publicó en Córdoba un panfleto antimasónico de gran difusión, titulado “Españoles: Unión y alerta” (1824). Ello da cuenta de que la implantación masónica debía de tener ya un considerable recorrido y asiento en la ciudad de Córdoba. No obstante, la escasa documentación al respecto invita a considerar que su actividad no comenzó a ser organizada y regular hasta 1868.
El acta fundacional de la primera logia cordobesa bien conocida data del 9 de febrero de 1870, cuando levantó columnas la Logia Patricia n.º 13, que celebraba sus reuniones en la calle Lucano 29. En el año 1871 se fundó la logia Estrella Flamígera n.º 324, bajo los auspicios del Gran Oriente Lusitano Unido. Dos años más tarde, ambas Logias pasaron a pertenecer a la Obediencia del Gran Oriente de España. Alrededor de 1885 se fundó en Belmez la logia Luz de la Sierra n.º 318, con significativa presencia de inmigrantes franceses, atraídos por las actividades de la Sociedad Minero-Metalúrgica de Peñarroya. En aquel ambiente propicio del denominado Sexenio Revolucionario, las logias arraigaron con fuerza, acogieron a un buen número de iniciados, construyeron pequeños templos y desarrollaron intensas actividades. Es de destacar que el Rito Escocés Antiguo y Aceptado, absolutamente mayoritario en las prácticas masónicas españolas del XIX, era el que con exclusividad se trabajaba en la masonería cordobesa. Por tanto, es la llamada “masonería escocesa”, con sus 33 grados, la que está en el origen de la implantación de la Orden tanto en España como en Córdoba.
El decenio de 1880 a 1890 estuvo presidido por una fuerte expansión de la masonería en España; la ciudad de Córdoba tampoco fue ajena a este impulso. Ello se constata en la presencia ciudadana e institucional de miembros de la Orden en todos los niveles profesionales y políticos de la sociedad cordobesa. En 1888 se fundó la Gran Logia Regional de Andalucía con su sede en Córdoba donde se constituyeron dos nuevas Logias: La Verdad n.º 314 y Espíritu Práctico n.º 345. La Gran Logia Regional de Andalucía nace en un intento de vigorizar el simbolismo aunque más tarde sufriría en carne propia los efectos de las luchas entre los Grandes Orientes de Madrid.

### El surgir de las logias en la provincia de Córdoba durante el siglo XIX
En torno a 1886 levantaron columnas varios talleres masónicos en importantes pueblos de la provincia: Montoro (Fraternidad Montoreña, 1886), Cabra (Logia Égabro, 1889), Castro del Río (Logia García Vao, 1889), Espejo (Logia Morayta, 1889), Montilla (Logia Montulia, 1886), Baena (Logia Ponos, 1882), Aguilar de la Frontera (Logia Ipagro, 1889) Lucena (Logia Isis Lucentino, 1880), Luque (Logia Hijos del Trabajo, 1880), Nueva Carteya (Logia Rectitud, 1890), Pozoblanco (Logia Progreso de Los Pedroches, 1890), Priego de Córdoba (Logia Libertad, 1887), Puente Genil (Logia Antorcha Pontana, 1889).
La logia más influyente de las que se crearon en los pueblos de la provincia de Córdoba en el último tercio del siglo XIX fue sin duda la Logia Luz de la Sierra, cuyas columnas se alzaron en Belmez. Dicha logia, originada también por el impulso de la logia Patricia n.º 13 de Córdoba, se fundó en 1885; la constituyó un grupo de masones de diversa procedencia geográfica, pero fundamentalmente afincados en el cercano pueblo de Peñarroya-Pueblonuevo. De los catorce fundadores, solo dos eran belmezanos y otros dos radicados en Belmez. Hay que tener en cuenta que, por entonces, Peñarroya era aún pedanía dependiente del municipio de Belmez. A principios de los 80, Belmez era aún el centro de aquella actividad minero-metalúrgica que atrajo capital francés y al que concurría multitud de trabajadores, cuadros medios y profesionales de diversa procedencia. El fuerte crecimiento económico y demográfico de Peñarroya contribuyó poco después a la segregación de la pedanía como municipio propio y al consiguiente desarrollo de la masonería en el nuevo pueblo. El origen francés de la Société Miniére et Metallurgique de Peñarroya, en principio con sede social en París, explica la presencia en la logia, por esos años, de tres miembros de origen francés. Aunque en principio pudiera pensarse que la implantación de la masonería en el norte de Córdoba (España) podría tener un origen o un impulso extranjero, lo cierto es que no fue así. En los momentos fundacionales de Luz de la Sierra, los dos máximos dirigentes eran belmezanos con altos grados dentro de la Orden y un largo recorrido en la Francmasonería.

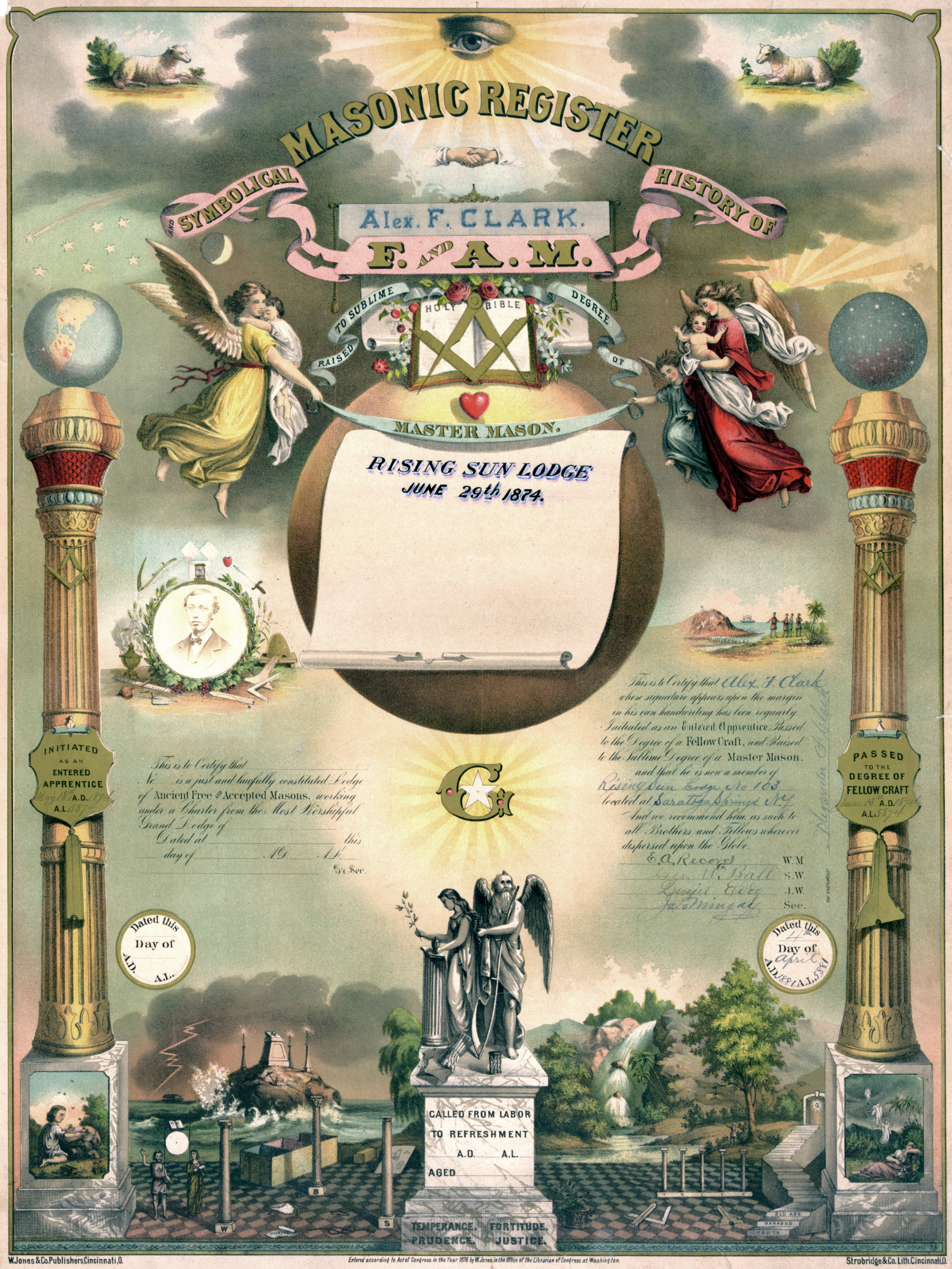
Ejemplo de un acta de fundación de una logia Masónica de 1876

### Los Altos Grados de la Masonería escocista en la Córdoba del siglo XIX
Por encima de los tres primeros grados de la masonería escocesa se abre el campo de los llamados grados superiores, que van del 4.º al 33.º

. A este respecto, los organismos masónicos superiores del Rito Escocés Antiguo y Aceptado localizados en Córdoba datan del último cuarto del siglo XIX.
El primer cuerpo jurisdiccionado del que tenemos constancia documentada es el Honorable Capítulo Sinaí de Caballeros Rosacruces nº41. Dicho cuerpo se fundó el 21 de noviembre de 1882, mediante carta constitutiva del Gran Oriente de España firmada por el Gran Comendador Antonio Romero Ortiz; y que desarrolló sus trabajos en la calle Lineros 82. La iniciativa partió de la logia simbólica Patricia n.º 13, que era la única constituida en la capital de Córdoba bajo los auspicios de esa Obediencia. El origen mayoritario de los miembros de estos cuerpos superiores del Rito Escocés, así como la determinación de su fundación partió también de la Logia Patricia, fuente de casi toda la multiplicación masónica del entorno cordobés.
En febrero de 1889, el Capítulo Sinaí se adhirió al Gran Oriente Español de Morayta, en el que conservó su primitiva numeración. Pero cuando, a finales de 1891 la Gran Logia Regional de Andalucía, que tenía su sede en Córdoba, rompió con el Oriente de Morayta, el Capítulo Sinaí se puso bajo los auspicios del Gran Oriente Nacional de España de Pantoja. Así pues, el 14 de marzo de 1892, siendo su presidente Manuel Merino, se instaló bajo la nueva Obediencia, mediante el juramento de todos sus miembros, del que tenemos constancia documental:

Prometemos solemne por nuestro honor y fe de caballeros, guardar la Constitución de la Franc-Masonería Española, ser fieles al Gran Comendador, obedecer al Gran Oriente y a nuestros superiores en la Orden, y habernos bien en el Capítulo Sinaí nº 202 en el Oriente de Córdoba

De este modo, se modificó el primitivo número de fundación. Sin embargo, fue el número de miembros el que sufrió cambios, puesto que la nueva adscripción hizo pasar de 43 miembros procedentes de 9 logias simbólicas a 28 miembros procedentes de 3 logias. Y en 1894, solo dos años más tarde, el Capítulo Sinaí de Córdoba contaba con 22 miembros extraídos de 2 logias simbólicas.
La función primordial del Capítulo Sinaí era la de conferir los grados superiores al 3.º e inferiores al 19.º. Según las Constituciones del Gran Oriente de España publicadas en 1871, a los Capítulos de Caballeros Rosacruz les correspondía “visitar a los masones enfermos de determinado grado, hacer tenidas de instrucción, exámenes a los aspirantes a elevación de grados superiores a los conferidos por el Capítulo, mediar pacíficamente en conflictos entre sus componentes”, etc.
El 9 de noviembre de 1885 se constituyó el Consejo de Caballeros Kadosch de Córdoba, mediante carta constitutiva del Supremo Consejo del Gran Oriente de España, siendo Gran Comendador Manuel Becerra; y que tenía como función principal la de verificar la exaltaciones a los Grados que van del 19.º al 30.º. Esta cámara, presidida por Manuel Merino, colaboró en los trabajos de unificación masónica de 1888, enviando a la Asamblea del 4 de abril como representante a Juan Guerra y Sosa. En 1889 se adhirió al Gran Oriente Español de Morayta. Y en 1892 rompió con él cuando se instaló bajo los auspicios del Gran Oriente Nacional de España de Pantoja, haciendo todos sus miembros el mismo juramento que los miembros del Capítulo Rosacruz. Así el primitivo Consejo Kadosch se convirtió en Gran Consejo Areopágico de Córdoba n.º 303. Los tres cuadros lógicos de los que hay constancia, y que van de 1892 al 1894 acogen alrededor de 15 miembros pertenecientes en su mayoría a la logia simbólica Patricia n.º 13, fuente de casi toda la actividad masónica de los altos grados en Córdoba.
El 22 de febrero de 1887 se creó en Córdoba el Gran Consistorio del Grado 32º de Córdoba; en primera instancia bajo los auspicios del Gran Oriente de España, siendo Comendador de este Cipriano Carmona. En su constitutiva se autoriza a este Consistorio para verificar las exaltaciones de los grados 31.º y 32.º, y para constituir con los que ostentas estos grados, la Cámara del 31.º. Como los otros cuerpos jurisdiccionados del Rito Escocés Antiguo y Aceptado, el Gran Consistorio pasó la obediencia del Gran Oriente Nacional de España, de Pantoja, y allí recibió el número 350. En 1894, el cuadro lógico estaba compuesto por Manuel Merino como Comendador en Jefe; Juan Guerra y Sosa como Teniente Comendador; Pedro J. Solano, como Ministro de Estado; Jaime Boloix como Gran Canciller y Pedro Luque, como Ministro de Hacienda.
Tal como mencionábamos, una de las funciones del Gran Consistorio del Grado 32.º de Córdoba, lo facultaba para crear la Gran Cámara del Grado 31º en Córdoba con los masones que ostentaban ese grado y los siguientes. Es presumible que esta Gran Cámara se constituyera ese mismo año de 1887, aunque los primeros documentos que han llegado hasta nosotros están fechados en 1889. Las funciones de este cuerpo, a la luz de las Constituciones de la Franc-Masonería publicadas en España en 1871, eran las siguientes:

Este cuerpo se forma de los masones del grado 31, y tiene por objeto entender en todo proceso masónico formado a hermanos de todos los grados de la orden, ya como Tribunal de Instrucción de primer fallo, ya como de alzada en apelación, a excepción de los que se formen a hermanos que tengan los grados 32º y 33º, que serán juzgados solo por el Supremo Consejo en primera y única instancia .

La Gran Cámara del Grado 31º de Córdoba se adhirió en 1889 al Gran Oriente Español de Morayta, y terminó sus días cuando una parte de la masonería cordobesa, encabezada por la Gran Logia Regional de Andalucía rompió con este cuerpo jurisdiccionado; en su lugar se constituyó el Tribunal Cordobés de Grandes Jueces y Comendadores del Grado 31.º n.º 304, bajo los auspicios del Gran Oriente Nacional de España, de Pantoja. Fue el 14 de marzo de 1892 cuando se fundó este Tribunal Cordobés, al que se le dio carta de naturaleza mediante el juramento de sus miembros, en los mismos términos a como hicieron los otros cuerpos jurisdiccionados que hemos referido
A pesar de toda esta efervescencia y sólida implantación de la Orden en Córdoba, hay quien habla de una suerte de extinción de la masonería cordobesa en los últimos seis años del siglo XIX. A partir de 1895 debió de producirse un declive en la membresía de las logias, habida cuenta de los pocos documentos directos de los que nos quedan noticias. Según la Revista Antimasónica que se publicaba en Córdoba desde el 1 de abril de 1900, en ese año no funcionaba ya ninguna de las cuatro logias de la capital. Entre 1895 y 1900 una crisis con causas de variada índole diluyó el impulso entusiasta del decenio anterior. “El masonismo cordobés, tan exuberante durante los diez años precedentes, había sido barrido por vientos contrarios, al terminar la centuria”. Es presumible que si ello ocurrió en la capital, la situación en las logias de los pueblos no diferiría demasiado.
Cabría preguntarse qué ocurrió para que esto se produjera. Y aunque las causas puedan ser muchas y variadas, sí que se justifica por la muy extendida y extrema hostilidad social hacia la masonería a cuenta de la pérdida de las últimas colonias de Cuba, Puerto Rico y Filipinas en 1898, de cuyas consecuencias se culpó públicamente a la Orden. Una de las secciones de la efímera pero bien informada Revista Antimasónica, que se titulaba “Fuera el antifaz”, se destinaba a difundir listas de masones de todos los pueblos y ciudades de España, con todo lujo de detalles (nombre, apellidos y grado)

## La Masonería Cordobesa en el siglo XX
Hubo, no obstante, una excepción; y fue en la zona norte, en la sierra cordobesa. En Pueblonuevo del Terrible la masonería resurgió de sus cenizas y se fundó la logia Crisantema n.º 267; a pesar de la cercanía geográfica con Belmez y de su influyente logia en decenios anteriores, lo cierto es que tan solo un miembro de aquella logia belmezana se afilió a la recién creada en la nueva localidad. Así pues, el primer taller masónico que surgió en Córdoba en el siglo XX fue Crisantema n.º 267 y lo hizo en Pueblonuevo del Terrible. En esta ocasión, el impulso no vino directamente de la masonería cordobesa sino francesa. Un masón francés, contratista de la empresa minero-metalúrgica afincado en la zona, fue quien auspició el levantamiento de columnas de la nueva logia, que se constituyó como tal el 11 de noviembre de 1902.

Algo similar ocurrió once años después en Palma del Río; en 1913 se fundó allí la logia Luz y Prosperidad n.º 369, a partir de un grupo de masones que habían trabajado en logias sevillanas. En 1917 un grupo de cordobeses fundó la logia Turdetania en la capital. Las demás logias o talleres que se crean en Córdoba lo harán en fechas muy posteriores, entre los años 20 y 30. Por los datos documentales, resulta sorprendente que esas logias, aunque a veces se instalen en pueblos donde ya funcionaron otras en el siglo XIX, parece improbable que se debieran a iniciativa de antiguos masones de ese siglo, o incluso que alguno de estos se contase entre los fundadores. Así lo atestiguan los cuadros de miembros activos en cada una de ellas.
La citada Logia Turdetania tuvo una singular trascendencia; el templo se situó en la calle Dueñas 9, y sus fundadores procedían de la logia sevillana Isis y Osiris. Su primera reunión constitutiva fue el 15 de julio de 1917. Al parecer, en ese tiempo no funcionaba ningún otro taller masónico en la capital, y Turdetania aglutinó a un buen número de miembros jóvenes que pertenecían a la generación de españoles que propugnaban valores e ideas de renovación y cambio. Coincidió con años de especial ebullición social en Andalucía. Buena parte de los hombres de esta logia protagonizaron años después el cambio de régimen político en 1931. La logia Turdetania desarrolló una intensa actividad de iniciaciones en la Orden, acogiendo a individuos significados en el ámbito político, industrial y profesional.
En 1920 nació una nueva logia en el pueblo de Posadas con el nombre de Abril n.º 412, fundada por ocho miembros. Su primera reunión, ya como taller constituido y reconocido, tuvo lugar el 14 de julio de 1920. Asimismo, hay que contar con el nacimiento de la logia Luz n.º 34, perteneciente a la Obediencia de la Gran Logia Española, a diferencia de las anteriores, que estaban adscritas al Gran Oriente Español. Este taller se reunía en la calle Santa Marta 6.
La intensa actividad de la masonería en Andalucía, numéricamente muy por delante de la que se verificaba en otras regiones de España, no se corresponde con la relativa poca presencia de la Orden en Córdoba. Eran las provincias de Sevilla, Huelva y Cádiz las que tenían una actividad masónica más floreciente; cabría incluir la excepción de la logia Luz y Prosperidad, de Palma del Río, que sí mantuvo una notable pujanza durante algunos años.
Las dificultades represivas que sufrió la masonería cordobesa durante la dictadura de Primo de Rivera en los años 20 apenas logró debilitar la llama de la Orden ni las actividades propias y políticas de muchos de sus miembros. Sin embargo, con la proclamación de la República en 1931, el interés se debilitó, no pocas logias abatieron sus columnas y las más de ellas perdieron miembros hasta forzar su cierre. La logia cordobesa Turdetania, por ejemplo, que tanto había activado el cambio de régimen, al llegar este, languideció hasta desaparecer. Sin embargo, en algunos pueblos de la provincia, los talleres compaginaron la acción política municipal con las actividades masónicas. Esa situación se mantuvo en el último tercio de los años 20 y también en la primera mitad de los años 30, hasta la llegada de la Guerra Civil.
Por desgracia, hasta el momento no se dispone de documentación ni datos fehacientes sobre la trayectoria y trabajos de los altos grados del Rito Escocés en el primer tercio del siglo XX. Es perfectamente probable que buena parte de los cuerpos jurisdiccionados siguiera funcionando durante los años de la dictadura de Primo de Rivera y durante los cinco años de la república. Teniendo en cuenta que en los años de la segunda república la masonería española en general, y la cordobesa en particular, fue languideciendo, es presumible que, a la par, el trabajo del Supremo Consejo del Rito Escocés Antiguo y Aceptado para España, se permeara de dicho estado. Lo cierto es que desde el jueves 16 de julio de 1936, fecha de la última tenida masónica en Córdoba antes de la guerra civil, el trabajo de los altos grados del Escocismo en esos Valles se suspendieron, para continuar activos en el exilio mexicano
La represión de la masonería en Córdoba, y en toda España, durante la guerra y, muy especialmente, durante la dictadura del general Franco revistió tintes de atrocidad y encono inimaginables hasta entonces.
Según testimonio de un miembro de la Orden, nieto también de un masón cordobés, la última tenida masónica celebrada en Córdoba fue el jueves 16 de julio de 1936. La masonería desapareció durante 75 años. Mucho más allá, por tanto, de la dictadura franquista.

## El presente y el futuro de la Masonería Cordobesa en el siglo XXI

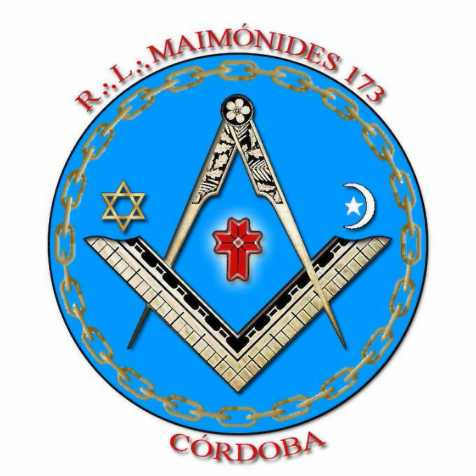
La Respetable Logia Maimónides N.º 173 es una logia Masónica que pertenece a la Gran Logia de España de Masones Antiguos, Libres y Aceptados y que actualmente se reúne de manera regular en la ciudad de Córdoba (España) desde el 9 de julio de 2011

### El renacer de la Masonería en Córdoba
Ya en el siglo XXI, tras esos tres cuartos de siglo, la masonería se reactivó en Córdoba. El sábado 9 de julio de 2011 se fundó la logia Maimónides n.º 173, perteneciente a la Obediencia de la Gran Logia de España; obtuvo autorización del Muy Respetable Gran Maestro de la Gran Logia de España para trabajar en el Rito Escocés Antiguo y Aceptado, bajo la Regularidad Masónica y según los Antiguos Usos y Costumbres de la masonería universal. A la ceremonia de Consagración acudió casi un centenar de masones procedentes de muchas logias de España, así como del extranjero. En dicha ceremonia el Muy Respetable Gran Maestro consagró el Taller conforme al antiguo ritual establecido y el Respetable Gran Maestro Provincial de Andalucía instaló ritualmente al primer Venerable Maestro de la Logia. Este taller se fundó con Carta Patente de la Gran Logia de España, cuya solicitud fue firmada por nueve maestros masones procedentes de logias de Sevilla, Málaga y Lérida, algunos de ellos radicados en la ciudad.
Asimismo, el 10 de enero del año 2015 se constituyó en los Valles de Córdoba la Sublime Logia Capitular de Perfección Patricia Corduba n.º 416. El Soberano Gran Comendador del Supremo Consejo el Grado 33.º y Último de Rito Escocés Antiguo y Aceptado para España, Jesús Soriano Carrillo, consagró el templo y entregó carta patente al nuevo cuerpo jurisdiccionado, con la misión de profundizar en el estudio del filosofismo dentro del Rito y la de conferir los Grados que van del 4.º al 14.º en dichos Valles.

### La Masonería en activo: el trabajo regular
La Respetable Logia Simbólica Maimónides n.º 173 nació con vocación de permanencia, con la aspiración de construir el edificio masónico de orden iniciático y con el proyecto de perfeccionamiento personal, espiritual y humano de sus integrantes. Los masones de este taller cordobés, al igual que sus antecesores, se comprometieron a llevar al mundo profano los ideales de la Francmasonería, mediante el ejemplo personal de sus obreros, dando acogida a los valores humanos comunes procedentes de las tres grandes culturas que impregnan aquellas tierras desde antiguo: la cristiana, la judía y la musulmana; asimismo, se obligaron a propagar en la sociedad los ideales de escrupuloso respeto a los derechos humanos, dentro de una España y de un mundo pluricultural, libre y democrático, haciendo del método masónico una herramienta para el bien común y para el progreso de la Humanidad. La logia Maimónides n.º 173, actualmente en activo, mantiene estrechas relaciones institucionales con la Obediencia a la que pertenece y está presente en los foros y asambleas de la Gran Logia Provincial de Andalucía y la Gran Logia de España.
Asimismo, la Sublime Logia Capitular de Perfección Patricia Corduba n.º 416, que trabaja en los Valles de Córdoba, pertenece al Supremo Consejo del Grado 33, Último de Rito Escocés Antiguo y Aceptado para España, natural continuidad del escocismo en sus grados superiores.
Ambos cuerpos masónicos, fieles al espíritu de presencia personal de sus integrantes en la sociedad de la que forman parte, mantiene también lazos de contacto con la comunidad en sus múltiples vertientes, a las que no son ajenos los modernos medios tecnológicos de la información y la comunicación en la Red.
En suma, aun con los altibajos comunes a la historia de España en su conjunto, consecuencia de la persecución y la represión en años negros de dictadura, la masonería cordobesa continúa en el siglo XXI una actividad que ya se documenta, al menos, desde antes de 1817.